# Землеробство ацтеків
Землеробство ацтеків — основа галузь економіки держави ацтеків. Неї займалася переважна більшість населення імперії, яке оброблювало землю. Центром землеробства була Мексиканська долина. Багато знань запозичено від тольтеків, цивілізації Теотіуакана.

## Характеристика

### Знання про клімат та ґрунт
Обробка землі у різних формах практикувалася в центральній Мексиці до появи ацтеків. Останні спочатку перейняли ці знання, з часом розвинули, підняли на більш значну висоту.
Залежно від висоти над рівнем моря розрізнялися (за різними шкалами) три основні сільськогосподарські зони: до 800 (або 1000) м; 800—1800 (або 1000—2000) м; 1800 — 2 800 (або понад 2000) м. Для кожної з них провідними були певні види і сорти культурних рослин.
Основна частина території ацтекської держави розташовувалася в середньовисотних зоні субтропічного і тропічного поясу з середньою температурою зими 12 — 14 °C, літа — 16 — 20 °C (показники середніх температур змінювалися по зонах залежно від висоти над рівнем моря).
Ацтекським хліборобам були відомі основи уявлень про родючість ґрунту і способи його підвищення. Розрізняючи потенційну (природну) і ефективну (надибану) родючість землі. Виділяли 4 найбільш загальних типів якісних станів землеробства, що вимагали своїх типів культивування та сівозміни: аллювіальну-атоктлі (atoctli); земля, збагачена перегноєм-куауткаллі (cuauhtlalli); пустку (tetlelli); пар (tlalzolli). Ацтеки давали більш докладні характеристики ґрунтів: землі, які обробляються на місці покинутих жител (callalli); збагачені відходами органічного походження (tlalauiac); родючі землі, що містять незначну кількість піску (xalatoctli).
Вони знали і виділяли кілька типів безплідних земель. Землі, містить занадто багато піску називалася xallari, значну частку лужноземельного субстрату (селітри) — tequizquitl, вапняні породи — tlaltenextli, земля, що зазнала вітрової ерозії (дефляції), яка перетворилася фактично в пил, — teuhtlalli. Ацтекські хлібороби були знайомі ітакож з водною ерозією, а також з заболочуванням. Вони виділяли землі заболочені на противагу вологим і родючим землям; знали вони й поняття «гірська земля» (tepecentli).
З усіма цими знаннями ацтеки при дотриманні певної агротехніки отримували по 2—3 врожаї на рік. Залежно від мікроклімату, ландшафту, наявності вологи, оброблюваної території, технологічних і трудових навичок, вирощуваних культур використовували дві основні системи землеробства — екстенсивну та інтенсивну.

### Форми обробки землі
Практикувалося підсічно-вогневе землеробство (при вирощуванні маїсу, переважно в «провінції» тотонаків Пуебли, де збирали 2 врожаї на рік) та інтенсивні регулярні методи обробки землі (форми — мільпа, тераса, калміль), Мільпа (milpa) була звичайною назвою маїсового і бавовняного поля. Водночас так позначали і особливу систему землеробства. Мільпове землеробство являє собою перехідну ступінь до регулярної землеобрабки. У гірських районах після 2-3 років обробітку землі її принаймні на рік залишали під паром (tlalzolli). За даними дослідників, середнє співвідношення оброблюваних і які перебували під паром земель було 1:3. Існувала декілька видів мільпи, зокрема суха мільпа (Tonamilpa).
Мільпове землеробство доповнювалося використанням системи калміль — обробкою земельної ділянки прилеглої до будинку (calmil), яку удобрювати господарськими відходами та рослинними залишками. За сучасними даними, у тотонаків гірської Пуебли середня сім'я обробляла 2 га мільпа і 0,5 га калміля. Калміль обробляли безперервно, продуктивність якого була порівняно високою — він забезпечував від 1/3 до 1/2 частини сімейних потреб, давав врожай у 2 рази більший, ніж мільпа.
Досить звичайним для ацтекського сільського господарства було терасування, поява якого обумовлювалася пріродногео-географічними особливостями. завляки цьому водна та вітрова ерозія стримувалися зміцненням країв ділянок камінням, земляним валом, посадкою рослин з потужною кореневою системою, пристроєм спеціальних водозливів. У результаті проведення таких робіт ацтеками глибина родючого ґрунтового шару на схилах зазвичай перевищувала 20-30 см. Відповідно до археологічних досліджень, до 1519 року (появи іспанців) більша частина гірських схилів центральної і північної частині Мексиканської долини була вкрита складними, ретельно обробленими терасами. Найбільш відомі тераси в районі Тескоко, Чалько, Теотіуакана. На терасах переважно маїс, в області Сакатула — бавовник (звідси щорічно до Теночтітлана спрямовували 800 тюків бавовни).
У посушливій або напівпосушливий зонах, в яких і розташовувалася основна територія ацтекського держави, застосовувалося штучне зрошення (amilli — «зрошувана земля»). Воно організувалося за допомогою каналів (apantle) з постійним або сезонним водостоком, при цьому важливим булоя наявність глибокого ґрунтового покриву, якісний дренаж і достатня порівняно з іншими регіонами забезпеченість водними ресурсами. Застосовувалося в Мексиканській долині, зокрема на території Тескоко, Чалько, Коатепек, Чолула. За межами долини великі іригаційні роботи велися на території, що відповідає сучасному штату Морелос: цей район ацтеки називали узагальнено «зрошувана мільпа» (amilpas).

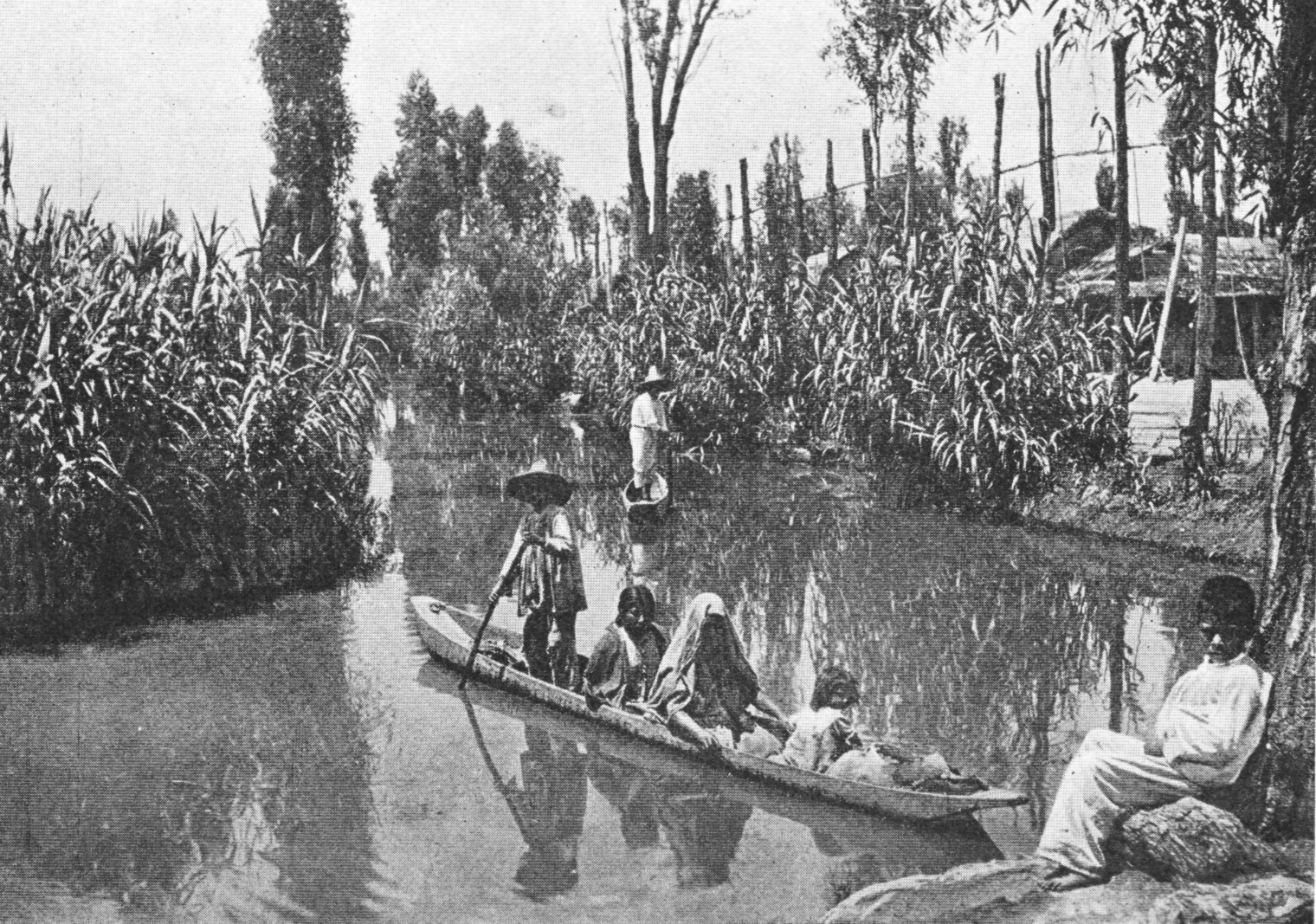
Чинампи

Особливості природних умов призвело до створення своєрідної іригаційної технології — чинампової. На озерах створювалися плавучі городи — чинампи. До цієї системи входило використання грядок (завдовжки 2-10 м), доповнене застосуванням парників, покликаних прискорити проростання насіння, а також захистити їх ніжні паростки від сильних дощів, заморозків, надмірних сонячних променів. Грядки вкривали шаром сухої трави або висушених водоростей (завтовшки 6-9 см), часто використовувалися очеретяні циновки, які підвішували над розсадою. Коли наставав час пересадки, кожен паросток разом з ґрунтом витягували з грядки, поміщали в кошики (huacal, cuauhcalli) або носилки (cuitlaxmacalli) і доставляли на місце, призначене для посадки. Тут вирощували кукурудзу, перець, прянощі та спеції. Врожайність складала близько 30-40 центнерів з гектару.
Навколо столиці ацтеків — Теночтітлана — групувалося близько 20 невеликих острівних чинампових поселень. Найвідоміші чинампи в зоні озер Мексиканської долини розташовувалися в районі Чалько-Шочімілько, де 120 км2 мілководдя були перетворені на квітучі плодоносні чинампи, що займали загалом близько 9 тис. га та забезпечували рослинною їжею близько 100 тис. осіб. Тому чинампи знаходилися під державним контролем.

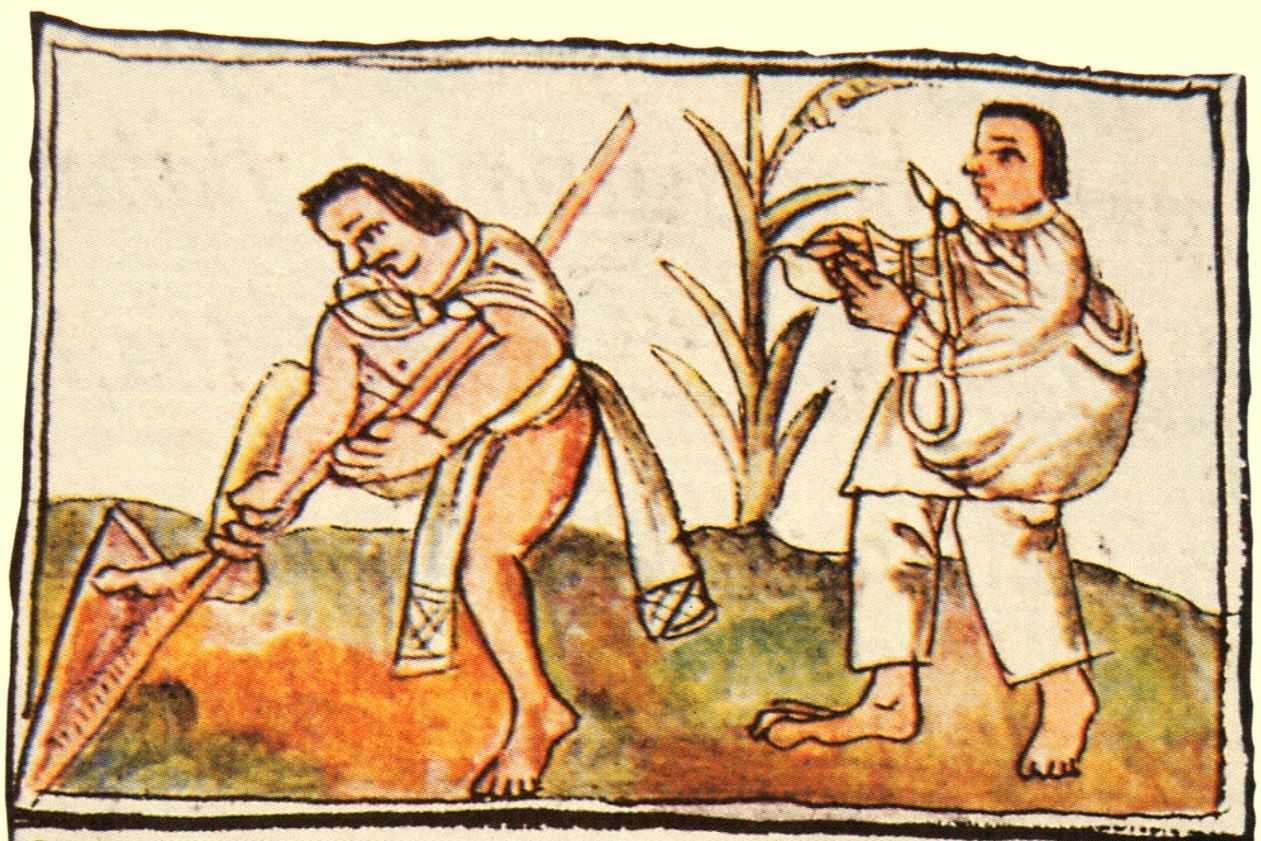
Оборобка землі за допомогою уіктлі

Усі роботи проводилися з використанням практично єдиного знаряддя праці хлібороба — палиці-копалки з лопатоподібним кінцем — уіктлі (huictli).
Ацтеки винайшли засіб підвищення врожайності завдяки одночасній посадці різних культур (так зване змішення), коли поруч росли кукурудза і квасоля (остання обвивала маїс), гарбуз.

## Культури
Найбільш шанованою була кукурудза (tlaolli, cintli). Ціла група ацтекських богів мала відношення до її обожнювання — Сентеотль, Шілонен, Чікомекоатль. З кукурудзою були пов'язані численні забобони, заборони, ритуали, ворожба. Сьогодні широко поширена назва маїс прийшля до Мексики разом з іспанцями, які перейняли цю назву від індіанців о. Гаїті. В ацтеків найпоширенішими було 4 сорта кукурудзи (толукський, тлашкаланський, чалькський (біла кукурудза — iztaz cintli), куернавакський). З кукурудзи ацтеки готували 4/5 страв своєї кухні.
Іншою важливою сільськогосподарською культурою була агава (metal). Агаву спеціально вирощували на ділянках, зазвичай рядками, використовували також дикорослі види, оскільки особливого догляду вона не вимагала. З волокон агави (neuen) робили нитки, мотузки, циновки, ганчір'яне взуття, одяг для нижчих класів. При будівництві хатин стовбури використовували як балки, листя служило на кшталту черепиці для дахів; використовуючи особливість будови листя, що нагадують жолоби, їх пристосовували як зливні пристрої на терасових земельних ділянках; сухе листя йшли на паливо. Також з листя агави робили папір. Шипи агави слугували проколками і цвяхами. Деякі види агави з особливо потужними коріннями використовувалися для боротьби із зсувами і створення живоплотів. Після спалювання сухої агави залишалася зола, яку застосовували як протруйник. На рослині водилися комахи, які йшли в їжу. Використовувався сік агави. Завдяки спеціальної термообробки з цього соку ацтеки отримували цукор.
Третьою важливою господарською рослиною був бавовник (ichcatl). Разом з агавою бавовна була основною сировиною для виготовлення тканин. Його вирощували переважно на території сучасного штату Морелос. Культивували бавовник також в місцях розселення тотонаків і хуастеків, на південному заході районом вирощування та обробки бавовни був Куаунауак (в басейні річки Бальсас).
Ще однієб значною культурою було какао (cacahuatl). Вирощувалося південніше р. Бальсас (в областях Соконуско, Куетлаштлан, Уештепек), до столиці імперії поступало у вигляді данини і податкових внесків.
Важливу частину харчового раціону мешканців Ацтекської імперії становили овочі. Це томати (xitomatl, 7-10 сортів), перець (aji, chilli), квасоля (ayecotli), гарбуз (в районах ближче до Гватемалі), особливо такий її вид, як чайот: в їжу у вигляді салатів йшли молоді пагони і квітки (ayoxochquilitl), незрілі плоди у свіжому або вареному вигляді, насіння; особливі сорти вирощувалися для створення гарбузових посудин. Серед зелені ацтеки особливо цінували амарант (huauhtli), шавлію (chia), тютюн. У меншій мірі вирощували батат, юку (маніоку).
Ацтеки культивували різноманітні фруктові дерева (сапота, мамей, гуаява, горіхи, ваниль, кориця, 12 видів пальм). У великих тлатоані були сади і парки, де вирощувалися рослини, привезені з різних районів. У них росли декоративні рослини, чагарники, квіти, лікувальні трави, використовувані імператорськими знахарями для дослідів.